# 스저
스저(중국어 정체자: 史哲, 병음: Shî Zhé, 1969년 7월 14일 ~ )는 중화민국의 정치인이다. 

## 학력
- 둥하이 대학 정보과학 학사
- 국립 중싱 대학 응용 수학 연구소 (자퇴)

## 같이 보기
- 민주진보당